# Lachesilla dona
Lachesilla dona är en insektsart som beskrevs av Sommerman 1946. Lachesilla dona ingår i släktet Lachesilla och familjen kviststövsländor. Inga underarter finns listade i Catalogue of Life.